# 阿米里亚防空洞轰炸
阿米里亚防空洞轰炸是美军在1991年2月13日海湾战争期间，对位于伊拉克阿米里亚一处保护平民的防空洞（第25号民用防空洞）进行空袭轰炸的军事丑闻。该防空洞位于首都巴格达西部的曼苏尔区，美军在空袭中动用了两枚精确制导炸弹，造成至少408名平民死亡。在密闭空间爆炸产生的高温，使得这些平民死状极为凄惨，事件曝光后引起相当的争议。
在两伊战争和海湾战争中，这个防空洞都被用作保护当地平民的重要设施。事件发生后，美国军方声称怀疑这一处防空洞被用作军事指挥中心，因为探测到电子通讯型号，且卫星拍到有人员和车辆出入。

## 事件背景
美国国防部在轰炸过后，承认知道这一处防空洞在两伊战争中就是用来保护平民的。人权观察表示，战争中发现对方防空洞由民用改为军用，需要提出警告，而美军在实施空炸前显然并没有遵守这一规则。
1991年2月10日，中央情报局国家情报官员查尔斯·艾伦向时任空军上校的约翰·沃登报告，巴格达西部曼苏尔区第25号民用防空洞，可能被用作军事用途，且没有迹象表明有平民使用。但根据人权观察组织1991年的记录，通过对于周边居民的走访，均表示阿米里亚防空洞是纯民用防空洞，且有大量平民日常使用此处防空洞以躲避轰炸。

## 空袭
2月13日凌晨4:30分，两架F-117夜鹰攻击机飞抵阿米里亚防空洞上空，各投下一枚重达2000磅的GBU-27鋪路三式激光制導炸彈。第一枚穿透了十英尺厚的水泥加固层，然后延时引信触发爆炸。几分钟后第二枚炸弹从炸出的缺口进入防空洞再次引爆。位于防空洞上层的平民直接被高温焚化，而封闭空间爆炸所产生的高温使得防火系统的水箱直接沸腾，滚烫的开水随着自动启动的灭火系统喷出，将底层的平民活活烫死。
空袭发生时，大约有数百名伊拉克平民位于防空洞内，超过400人被炸死或烫死，登记精确平民人数的记录册在爆炸中被焚毁，具体受伤人数无法统计。爆炸造成巨大威力，弹片随着冲击破飞入附近的民宅，造成玻璃全部碎裂，甚至震碎了附近房屋的地基。
目前这座防空洞被当作一处纪念设施，内部成列着死难平民的相片。据报道，一名叫乌姆·格雷达的母亲在轰炸中失去了8个孩子，参与了纪念馆的建设。

## 国际反应
轰炸造成四百多平民的死亡，遭到多国政府的谴责并呼吁调查。约旦政府宣布悼念三天。阿尔及利亚和苏丹和苏丹政府称美军针对平民的轰炸是“恐怖野蛮的”和“可怕的血腥的屠杀”。约旦和西班牙呼吁国际调查。

## 后续
BBC记者杰里米·鲍恩是最先赶到轰炸现场的新闻记者之一，鲍恩被允许进入被炸的防空洞内部。他在事后的通讯新闻中表示，没有发现任何防空洞被当作军事用途的迹象。
白宫在一份随后发表的名为“谎言的工具：制造悲剧”的报告中，坚称该防空设施被伊拉克军方使用，并称伊拉克军方故意让平民进入该设施以混淆视听。